# Mistrzostwa Polski w Badmintonie 2011
47. Mistrzostwa Polski w badmintonie odbyły się w Słupsku w dniach 4-6 lutego 2011 roku w Hali Gryfia.
Obsługę medialną zapewniał LiveHome prowadząc oficjalną stronę mistrzostw, na której można było obejrzeć nagrania meczów, wyniki i transmisje na żywo (wycofaną z powodu przeciążenia łącza na Hali Gryfia).

Wykonał też aplikację na Facebooka promującą badminton w Polsce.

## Klasyfikacja medalowa
| Konkurencja:            | Złoto:                                                                               | Srebro:                                                                                | Brąz: |
| gra pojedyncza kobiet   | Kamila Augustyn (SKB Piast Słupsk)                                                   | Anna Narel (LUKS Badminton Choroszcz)                                                  | Natalia Pocztowiak (LKS Technik Głubczyce) Aleksandra Walaszek (LKS Technik Głubczyce)                                                                                   |
| gra pojedyncza mężczyzn | Przemysław Wacha (LKS Technik Głubczyce)                                             | Rafał Hawel (SKB Piast Słupsk)                                                         | Adrian Dziółko (UKS Hubal Białystok) Wojciech Poszelężny (LUKS Badminton Choroszcz)                                                                                      |
| gra podwójna kobiet     | Małgorzata Kurdelska (SKB LITPOL-MALOW Suwałki) Nadieżda Zięba (UKS Hubal Białystok) | Monika Bieńkowska (UKS 15 Kędzierzyn-Koźle) Angelika Węgrzyn (UKS 15 Kędzierzyn-Koźle) | Katarzyna Garbacka (AZS UW Warszawa) Kinga Rudolf (BKS Kolejarz Częstochowa) Barbara Kulanty (AZS AGH Kraków) Katarzyna Wójcik (AZS AGH Kraków)                          |
| gra podwójna mężczyzn   | Adam Cwalina (SKB LITPOL-MALOW Suwałki) Michał Łogosz (SKB LITPOL-MALOW Suwałki)     | Łukasz Moreń (SKB LITPOL-MALOW Suwałki) Wojciech Szkudlarczyk (LKS Technik Głubczyce)  | Mateusz Dubowski (UKS Hubal Białystok) Michał Rogalski (UKS Hubal Białystok) Krzysztof Maślanka (UKS 15 Kędzierzyn-Koźle) Wojciech Poszelężny (LUKS Badminton Choroszcz) |
| gra mieszana            | Rafał Hawel (SKB Piast Słupsk) Kamila Augustyn (SKB Piast Słupsk)                    | Dariusz Zięba (LUKS Badminton Choroszcz) Nadieżda Zięba (UKS Hubal Białystok)          | Wojciech Szkudlarczyk (LKS Technik Głubczyce) Agnieszka Wojtkowska (LKS Technik Głubczyce) Hubert Pączek (AZS AGH Kraków) Monika Bieńkowska (UKS 15 Kędzierzyn-Koźle)    |